# Бабина могила
Бабина могила — скіфський курган IV століття до н. е. біля міста Покров Дніпропетровської обл.
Дата спорудження кургану: 330—300 роки до нашої ери.

## Дослідження кургану
Дослідження могили проводилося науковцями Інституту археології АН України у 1986 році під керівництвом Бориса Мозолевського.

## Галерея частини знахідок

Бляшка з кінської вузди
Бляшка з кінської вузди
Бляшка з кінської вузди
Кінський налобник
Кінський налобник
Кінський налобник
Прикраса кінських ременів
Прикраса кінських ременів
Прикраса кінських ременів